# Conțești, Dâmbovița
Conțești este satul de reședință al comunei cu același nume din județul Dâmbovița, Muntenia, România.
Satul Conțești este amintit în acte în anul 1525, însă exista de pe vremea domniei lui Vlad Călugărul (1482 - 1495).
La sfârșitul sec. XIX, Contești era comună rurală și mai avea trei cătune: Conțești de Jos, Călugăreni și Heleșteu, cu o populație de 1092 locuitori.
Populația și numărul gospodăriilor au evoluat astfel: în anul 1810 satul Conțești de Jos avea 89 de locuitori și 42 de case, iar Conțești de Sus, 95 de locuitori și 37 de case. În anul 1838, Conțești de Jos avea 191 de locuitori care formau 49 de familii, iar Conțești de Sus avea 451 locuitori reprezentând 126 de familii.
În secolele XVI - XVII au fost numeroși stăpâni ai moșiei satului, iar în prima jumătate a secolului XIX existau două moșii: Conțești de Sus (în stăpânirea lui I. Moshu) și Conțești de Jos (a lui Matei Conțescu). În anul 1845, se ținea târg săptămânal, marțea, la Conțești de Jos. În anul 1864, au fost împroprietăriți 100 de locuitori în Conțești de Sus și 51 de locuitori din Conțești de Jos.
 Acest articol despre o localitate din județul Dâmbovița este deocamdată un ciot. Puteți ajuta Wikipedia prin completarea lui.